# Акберді
Акберді́ (каз. Ақберді) — село у складі Шардаринського району Туркестанської області Казахстану. Входить до складу сільського округу Кауисбека Турисбекова.
У радянські часи село називалось ОТФ № 1 совхоза Чардара.
Населення — 315 осіб (2021; 260 у 2009, 212 у 1999, 589 у 1989).